# Società Sportiva Dilettantistica Scafatese 2006-2007
Questa pagina raccoglie le informazioni riguardanti il Società Sportiva Dilettantistica Scafatese nelle competizioni ufficiali della stagione 2006-2007.

## Stagione
La squadra guidata dal tecnico Egidio Pirozzi, dopo il 4º posto della stagione precedente, si appresta ad affrontare l'annata 2006-2007 con buoni propositi. I risultati vanno, però, oltre le più rosee aspettative: i canarini, inseriti nel girone G, si impongono sin dalle prime giornate come candidati alla promozione diretta in C2, obiettivo conseguito all'ultima giornata con la vittoria intera contro la formazione laziale del Pisoniano per 6-3. 
La Scafatese ritorna così tra i professionisti dopo 58 anni d'assenza.

## Risultati

### Serie D

#### Poule scudetto
| 16 maggio 2007 Turno eliminatorio - 2 giornata                          | Scafatese | 3 – 1      | Noicattaro |  |
| \| \| \| \| \| Marasco 22’ Sarli 55’, 90’ \| Marcatori \| 89’ Suarez \| |           |            |            |  |
|                                                                         |           |            |            |  |
| Marasco 22’ Sarli 55’, 90’                                              | Marcatori | 89’ Suarez |            |  |

| 20 maggio 2007 Turno eliminatorio - 3 giornata                                                                               | Sangiuseppese | 4 – 4                                  | Scafatese |  |
| \| \| \| \| \| De Cesare 10’ Corsale 12’ Varriale 60’ Moxedano 78’ \| Marcatori \| 28’ Marasco 32’ Marzano 55’, 79’ Sarli \| |               |                                        |           |  |
| |               |                                        |           |  |
| De Cesare 10’ Corsale 12’ Varriale 60’ Moxedano 78’                                                                          | Marcatori     | 28’ Marasco 32’ Marzano 55’, 79’ Sarli |           |  |

| 27 maggio 2007 Semifinali - Andata                                                          | Scafatese | 3 – 2                   | Tempio |  |
| \| \| \| \| \| Coquin 45+4’ Cosa 70’ Marasco 87’ \| Marcatori \| 21’ Del Grande 55’ Rais \| |           |                         |        |  |
|                                                                                             |           |                         |        |  |
| Coquin 45+4’ Cosa 70’ Marasco 87’                                                           | Marcatori | 21’ Del Grande 55’ Rais |        |  |

| 3 giugno 2007 Semifinali - Ritorno                 | Tempio    | 2 – 0 | Scafatese |  |
| \| \| \| \| \| Cau 43’ Rais 68’ \| Marcatori \| \| |           |       |           |  |
|                                                    |           |       |           |  |
| Cau 43’ Rais 68’                                   | Marcatori |       |           |  |